# Telmatactis carlgreni
Telmatactis carlgreni is een zeeanemonensoort uit de familie Isophelliidae.
Telmatactis carlgreni is voor het eerst wetenschappelijk beschreven door Doumenc, Chintiroglou & Foubert in 1989.